# Christiane Pilz
Christiane Pilz (Karl-Marx-Stadt, 3 de agosto de 1975) es una deportista alemana que compitió en triatlón. Ganó una medalla de bronce en el Campeonato Europeo de Triatlón de 2002.

## Palmarés internacional
| Campeonato Europeo | Campeonato Europeo | Campeonato Europeo | Campeonato Europeo |
| Año                | Lugar              | Medalla            | Prueba             |
| ------------------ | ------------------ | ------------------ | ------------------ |
| 2002               | Győr (Hungría)     | Medalla de bronce  | Individual         |